# Latibulus orientalis
Latibulus orientalis là một loài tò vò trong họ Ichneumonidae.